# 高啓
高 啓（こう けい、1336年 - 1374年）は、中国明代初期の詩人。字は季廸（きてき）。号は青邱（せいきゅう）。平江路長洲県の出身。「呉中四傑」の一人。娘が一人いる。祖父を高本凝、父を高一元（字は順翁）といい、姉と高咨という兄がいて、兄弟のうちの末子である。

## 詩
明の詩人では最も才能に恵まれ、この世のあらゆる対象を約2000首の詩に表した。詩の意味は平明、表現は淡泊であるが、夭折のため独自の風格を示していない。
日本では江戸時代と明治時代を通じて愛唱された。著に『高太史大全集』18巻、『高太史鳧藻集』5巻、『扣舷集』1巻がある。「青丘子歌」には自己の文学論が述べられており、森鷗外に文語調の訳詩がある。 
| 題雲林小景 |                       |
| 歸人渡水少 | 帰人 渡水少し         |
| 空林掩煙舎 | 空林 煙舎を掩う       |
| 獨立望秋山 | 独り立ち 秋山を望めば |
| 鐘鳴夕陽下 | 鐘鳴りて夕日下る      |

| 尋胡隠君   |                       |
| 渡水復渡水 | 水を渡り また水を渡り |
| 看花還看花 | 花をみ また花を看る   |
| 春風江上路 | 春風江上の路          |
| 不覺到君家 | 覚えず君が家に到る    |

| 逢呉秀才復送帰江上 |                             |
| 江上停舟問客縱     | 江上舟を停めて客縦を問う    |
| 乱前相別乱餘逢     | 乱前に相別れて乱余に逢う    |
| 暫時握手還分手     | 暫時 手を握り還た手を分かつ |
| 暮雨南陵水寺鐘     | 暮雨の南陵 水寺の鐘         |

| 青邱子歌                 |                                        |
| 江上有靑邱、予徙家其南、 | 江上に青邱有り、予徙りて其の南に家し、 |
| 因自號靑邱子、閒居無事、 | 因りて自ずから青邱子と号す、閒居無事、 |
| 終日苦吟、閒作靑邱子歌、 | 終日苦吟し、閒に青邱子の歌を作りて、   |
| 言其意、以解詩淫之嘲。   | 其の意いを言い、以て詩淫の嘲りを解く。 |

## 版本
- 入谷仙介訳注『高啓』 「中国詩人選集 第二集10」岩波書店、初版1962年
  - 新版「陸游・高啓　新修中国詩人選集7」、1984年。前者は一海知義注
- 蒲池歓一訳著『高青邱』 「漢詩大系21」集英社、初版1966年
- 『高青邱全詩集』全4冊、久保天随訳註　復刻：日本図書センター
- 『中国古典文学大系 第19巻 宋・元・明・清詩集』前野直彬ほか訳、平凡社。全60巻